# Saori Yoshida
Pour les articles homonymes, voir Yoshida.
Saori Yoshida (吉田 沙保里, Yoshida Saori), née le 5 octobre 1982 à Tsu dans la préfecture de Mie, est une lutteuse libre japonaise. Elle concourt dans la catégorie des moins de 55 kg, et est une des rares sportives dans le monde, femmes et hommes confondus, à avoir gagné trois médailles d'or dans trois Jeux Olympiques successifs.
En comptant ses treize titres de championne du monde remportés consécutivement de 2002 à 2015, elle est la plus titrée des lutteuses.

## Biographie
Fille du lutteur Yoshikatsu Yoshida, Saori Yoshida débute dans la discipline de son père dès l'âge de trois ans. Elle se distingue comme la lutteuse la plus titrée de la décennie 2001-2010, accumulant les victoires dans toutes les compétitions majeures internationales. Elle réalise d'ailleurs une série de 119 victoires consécutives de 2001 à janvier 2008.
Lors des Jeux olympiques de Londres en 2012, Saori Yoshida est choisie pour être porte-drapeau de la délégation japonaise lors de la Cérémonie d'ouverture.
Alors qu'elle semblait pouvoir prétendre à un dernier podium pour des Jeux à domicile, à Tokyo, en 2020, elle annonce sa retraite sportive sur son compte Twitter le 8 janvier 2019.

## Palmarès
Saori Yoshida est sacrée championne olympique aux Jeux olympiques de 2004 à Athènes, de 2008 à Pékin et de 2012 à Londres. À nouveau sélectionnée lors des JO d'été de 2016 elle perd en finale contre l'Américaine Helen Maroulis, échouant donc à obtenir quatre médailles d'or. C'est son premier combat perdu depuis 2002.
Elle est championne du monde à treize reprises (2002, 2003, 2005, 2006, 2007, 2008, 2009, 2010, 2011, 2012, 2013, 2014 et 2015).
Au niveau continental, elle obtient la médaille d'or aux Championnats d'Asie de lutte de 2004, 2005, 2007 et 2008 ainsi qu'aux Jeux asiatiques de 2002, 2006, 2010 et 2014.
Elle est aussi médaillée d'or aux Universiades d'été de 2002 et de 2005.